# Serratinina
La serratinina es un alcaloide indolizidínico biosintetizado de la lisina. Este compuesto fue aislado de la planta Lycopodium serratum (Lycopodiaceae). [α]8D = -27.8 (c, 1.44 en EtOH).

## Biosíntesis
Inubushi propuso el siguiente esquema de biosíntesis para la fawcetidina y la serratinina